# Sten Priinits
Sten Priinits (n. 10 noiembrie 1987, Haapsalu) este un scrimer estonian specializat pe spadă, vice-campion european pe echipe în 2015. La individual, cele mai bune rezultate sunt o medalie de bronz la etapa de Cupa Mondială de la Lisabona în 2010 și un sfert de finală la Campionatul Mondial de Scrimă din 2014 de la Kazan.